# 后沃村
村（馬拼：Hâu-ǒ-tshoung，平話字：Hâu-ó̤-chŏng）位於中華民國福建省連江縣馬祖北竿地區，是北竿島最東邊的村落，舊稱後澳、八使澳，「後澳」之名來自以該島海上門戶白沙港起算係位於最後方，「八使澳」之名來自村中供奉之楊公八使名諱。因「后」通「後」，故又作「后澳」；因馬祖民間俗體以「沃」代「澳」字，又寫作「后沃」，現在門牌、戶政採此二字。
本村早期是一個小漁村，村裡的楊公八使廟香火鼎盛，逢年過節必引來大批香客前來膜拜，此村仍留有許多戰爭時的物品，其中是以戰爭與和平紀念公園、螺蚌山自然生態步道為主。
后沃村與鄰村塘岐村以一道隆起的沙地相連，名為塘道沙灘，沙灘綿延數百公尺，早期遇漲潮時會被海水全部淹沒使村民無法通行，退潮時才再次露出沙地，現在興建水泥道路後此景不復存在。

## 景點
- 楊公八使宮：供奉道士楊公八使、媽祖、華光大帝等神祇。楊公八使與惡龍鬥法而同歸於盡，故廟中不見龍形，村中亦不讓龍(如舞龍、龍舟)進入。
- 戰爭和平紀念公園：位於大澳山，展示戰車、戰地文化。
- 海濱公園、塘道沙灘
- 螺山自然景觀步道
- 12據點